# グレイテスト・ヒッツ (ザ・ジャムのアルバム)
『グレイテスト・ヒッツ』（Greatest Hits）は、1991年に発売されたザ・ジャムのベスト・アルバム。

## 解説
「5時のヒーロー」を除く全曲とも、以前に発売されたベスト・アルバム『スナップ/ザ・ジャム・ベスト!!』と重複しているが、本作では「ザッツ・エンターテインメント」はアルバム・ヴァージョンが収録され、「フューネラル・パイアー」はオリジナル・ミックスで収録されている。
全英アルバムチャートでは合計26週にわたりトップ100入りしたが、シェールのアルバム『ラヴ・ハーツ』に1位獲得を阻まれて、3週にわたり最高2位を記録する結果となった。
Stephen Thomas Erlewineはオールミュージックにおいて5点満点中4.5点を付け「ザ・ジャムのヒット・シングルが網羅されており、まんべんなく楽しめるレコードで、このグループへの入り口としては効果的である」と評している。

## 収録曲
特記なき楽曲はポール・ウェラー作。
1. イン・ザ・シティ In the City – 2:17
2. オール・アラウンド・ザ・ワールド All Around the World – 2:23
3. ザ・モダン・ワールド The Modern World – 2:29
4. ニューズ・オブ・ザ・ワールド News of the World (Bruce Foxton) – 3:26
5. デイヴィッド・ワッツ David Watts (Ray Davies) – 2:53
6. チューブ・ステイション Down in the Tube Station at Midnight – 4:01
7. ストレンジ・タウン Strange Town – 3:47
8. ホエン・ユー・アー・ヤング When You're Young – 3:10
9. イートン・ライフルズ The Eton Rifles – 3:26
10. ゴーイング・アンダーグラウンド Going Underground – 2:53
11. スタート Start! – 2:14
12. ザッツ・エンターテインメント That's Entertainment – 3:32
13. フューネラル・パイアー Funeral Pyre (Words by Paul Weller / Music by The Jam) – 3:28
14. アブソリュート・ビギナーズ Absolute Beginners – 2:48
15. 悪意という名の街 Town Called Malice – 2:51
16. プレシャス Precious – 3:33
17. 5時のヒーロー Just Who Is the 5 O'Clock Hero? – 2:12
18. ザ・ビタレスト・ピル The Bitterest Pill (I Ever Had to Swallow) – 3:30
19. ビート・サレンダー Beat Surrender – 3:22